# جب الغار
جب الغار (به عربی: جب الغار) یک روستا در سوریه است که در ناحیه شطحه واقع شده‌است. جب الغار ۸۲۱ نفر جمعیت دارد.